# Muskarinski acetilholinski receptor M2
Muskarinski acetilholinski receptor M2 (holinergički receptor, muskarinski 2) je muskarinski acetilholinski receptor.

## Funkcija

### Srce
M2 muskarinski receptori su locirani u srcu, gde usporavaju brzinu srca do normalnog sinusnog ritma nakon stimulatornog dejstva simpatetičkog nervnog sistema, putem usporavanja brzine depolarizacije. Oni takođe redukuju kontraktilne sile atrijalnog srčanog mišića, i umanjuju provodnu brzinu atrioventrikularnog čvora (AV čvor). Oni nemaju efekta na kontrakcione sile ventrikularnog mišića.

### 
Jedna danska porodična studija iz 2006 je utvrdila da postoji "veoma značajna veze" između  gena i inteligencije. Ova studija je koristila uzorak od 667 osoba iz 304 porodice. Slična veza je nezavisno nađena u studiji blizanaca i porodica u Minesoti. Međutim, kasniji pokušaji iz 2009. da se potvrde ove tvrdnje je bili neuspešni.

## Mehanizam
M2 muskarinski receptori deluju putem  tipa receptora, koji uzrokuju smanjenje cAMP koncentracije u ćeliji, generalno dovodeći do inhibitornih efekata.
Oni takođe moduliraju muskarinske kalijumove kanale. U srcu, oni doprinose smanjenju brzine rada srca.

## Gen
Muskarinski acetilholinski receptor M2 je kodiran genom . Višestruke alternativno splajsovane transkriptne varijante ovog gene au nađene.

## Ligandi
Nekoliko visoko selektivnih M2 agonista je trenutno dostupno. Brojni neselektivni agonisti i antagonisti su poznati.

### Agonisti
- Betanehol (neselektivni muskarinski agonist)
- -1-methil-2-(2-methil-1,3-oksatiolan-5-il)pirolidin 3-sulfokside metil jodid (selektivni parcijalni M2 agonist)[7]

### Antagonisti
- Dimetinden - N,N-Dimetil-3-[(1S)-1-(2-piridinil)etil]-1H-inden-2-etanamin, CAS# 121367-05-3, mešoviti M2 / histamin H1 antagonist
- Otenzepad - 11-([2-[(Dietilamino)metil]-1-piperidinil]acetil)-5,11-dihidro--pirido[2,3-b][1,4]benzodiazepin-6-on, CAS# 102394-31-0
- - 11-([4-[4-(Dietilamino)butil]-1-piperidinil]acetil)-5,11-dihidro--pirido[2,3-b][1,4]benzodiazepin-6-on, CAS# 123548-16-3
- (mešoviti M2/M4 antagonist) - N-[2-[2-[(Dipropilamino)metil]-1-piperidinil]etil]-5,6-dihidro-6-okso-11H-pirido[2,3-b][1,4]benzodiazepin-11-karboksamid, CAS# 118290-27-0

## Literatura
- Goyal, RK; Underhill, Lisa H.; Goyal, Raj K. (1989). „Muscarinic receptor subtypes. Physiology and clinical implications.”. N. Engl. J. Med. 321 (15): 1022—9. PMID 2674717. doi:10.1056/NEJM198910123211506.
- Brann, MR; Ellis J; Jørgensen H;  . (1994). „Muscarinic acetylcholine receptor subtypes: localization and structure/function.”. Prog. Brain Res. 98: 121—7. PMID 8248499. doi:10.1016/S0079-6123(08)62388-2.
- van Koppen CJ, Nathanson NM (1991). „Site-directed mutagenesis of the m2 muscarinic acetylcholine receptor. Analysis of the role of N-glycosylation in receptor expression and function.”. J. Biol. Chem. 265 (34): 20887—92. PMID 2249995.
- Ashkenazi A, Ramachandran J, Capon DJ (1989). „Acetylcholine analogue stimulates DNA synthesis in brain-derived cells via specific muscarinic receptor subtypes.”. Nature. 340 (6229): 146—50. PMID 2739737. doi:10.1038/340146a0.
- Bonner TI, Buckley NJ, Young AC, Brann MR (1987). „Identification of a family of muscarinic acetylcholine receptor genes.”. Science. 237 (4814): 527—32. PMID 3037705. doi:10.1126/science.3037705.
- Peralta, EG; Ashkenazi A; Winslow, JW;  . (1988). „Distinct primary structures, ligand-binding properties and tissue-specific expression of four human muscarinic acetylcholine receptors.”. EMBO J. 6 (13): 3923—9. PMC 553870 . PMID 3443095.
- Badner, JA; SW, Yoon; Turner G;  . (1995). „Multipoint genetic linkage analysis of the m2 human muscarinic receptor gene.”. Mamm. Genome. 6 (7): 489—90. PMID 7579899. doi:10.1007/BF00360666.
- Offermanns S, Simon MI (1995). „G alpha 15 and G alpha 16 couple a wide variety of receptors to phospholipase C.”. J. Biol. Chem. 270 (25): 15175—80. PMID 7797501. doi:10.1074/jbc.270.25.15175.
- Russell M, Winitz S, Johnson GL (1994). „Acetylcholine muscarinic m1 receptor regulation of cyclic AMP synthesis controls growth factor stimulation of Raf activity.”. Mol. Cell. Biol. 14 (4): 2343—51. PMC 358601 . PMID 8139539.
- Kunapuli P, Onorato JJ, Hosey MM, Benovic JL (1994). „Expression, purification, and characterization of the G protein-coupled receptor kinase GRK5.”. J. Biol. Chem. 269 (2): 1099—105. PMID 8288567.
- Haga K; Kameyama K; Haga T;  . (1996). „Phosphorylation of human m1 muscarinic acetylcholine receptors by G protein-coupled receptor kinase 2 and protein kinase C.”. J. Biol. Chem. 271 (5): 2776—82. PMID 8576254. doi:10.1074/jbc.271.5.2776.
- Kostenis E, Conklin BR, Wess J (1997). „Molecular basis of receptor/G protein coupling selectivity studied by coexpression of wild type and mutant m2 muscarinic receptors with mutant G alpha(q) subunits.”. Biochemistry. 36 (6): 1487—95. PMID 9063897. doi:10.1021/bi962554d.
- Smiley JF, Levey AI, Mesulam MM (1998). „Infracortical interstitial cells concurrently expressing m2-muscarinic receptors, acetylcholinesterase and nicotinamide adenine dinucleotide phosphate-diaphorase in the human and monkey cerebral cortex.”. Neuroscience. 84 (3): 755—69. PMID 9579781. doi:10.1016/S0306-4522(97)00524-1.
- von der Kammer H; Mayhaus M; Albrecht C;  . (1998). „Muscarinic acetylcholine receptors activate expression of the EGR gene family of transcription factors.”. J. Biol. Chem. 273 (23): 14538—44. PMID 9603968. doi:10.1074/jbc.273.23.14538.
- Sato, KZ; Fujii T; Watanabe Y;  . (1999). „Diversity of mRNA expression for muscarinic acetylcholine receptor subtypes and neuronal nicotinic acetylcholine receptor subunits in human mononuclear leukocytes and leukemic cell lines.”. Neurosci. Lett. 266 (1): 17—20. PMID 10336173. doi:10.1016/S0304-3940(99)00259-1.
- Retondaro FC, Dos Santos Costa PC, Pedrosa RC, Kurtenbach E (1999). „Presence of antibodies against the third intracellular loop of the m2 muscarinic receptor in the sera of chronic chagasic patients.”. FASEB J. 13 (14): 2015—20. PMID 10544184.
- Waid DK, Chell M, El-Fakahany EE (2000). „M(2) and M(4) muscarinic receptor subtypes couple to activation of endothelial nitric oxide synthase.”. Pharmacology. 61 (1): 37—42. PMID 10895079. doi:10.1159/000028378.
- Obara K; Arai K; Miyajima N;  . (2000). „Expression of m2 muscarinic acetylcholine receptor mRNA in primary culture of human prostate stromal cells.”. Urol. Res. 28 (3): 196—200. PMID 10929429. doi:10.1007/s002400000113.
- Rang, H. P. (2003). Pharmacology. Edinburgh: Churchill Livingstone. ISBN 978-0-443-07145-4.
- Boron, W. F & Boulpaep, E. L. (2005). Medical Physiology. Philadelphia: Elsevier Saunders. стр. 387. ISBN 978-1-4160-2328-9.

## Spoljašnje veze
- „Acetylcholine receptors (muscarinic): M2”. IUPHAR Database of Receptors and Ion Channels. International Union of Basic and Clinical Pharmacology. Архивирано из оригинала 02. 01. 2015. г.
- CHRM2+protein,+human на 